# Олимпио, Леонель
Леонель Олимпио (порт. Leonel Olímpio; 2 июня 1989, Жагуариаива, Бразилия) — бразильский футболист, полузащитник клуба «Униан Лейрия».

## Карьера
Свою профессиональную карьеру Леонель начал в Бразилии в команде «Унион Барбаренсе». Также он поиграл в таких бразильских клубах как «КРБ», «Вилла Рио», «Боа» и «Америка» (Натал). В 2008 году отправился в Португалию, перебравшись в клуб «Жил Висенте». Отыграв там один сезон перешёл в «Пасуш де Феррейра», с которой стал серебряным призёром Кубка Португальской лиги в сезоне 2010/11. С 2011 года выступал за «Виторию Гимарайнш», в составе которой Олимпио стал победителем Кубка Португалии в сезоне 2012/13, дважды был серебряным призёром Суперкубка Португалии, а также сыграл 4 матча в групповом этапе Лиги Европы. В июне 2014 года подписал контракт с тираспольским «Шерифом». 24 мая 2015 года выиграл с командой Кубок Молдавии 2014/15. По ходу сезона бразилец несколько раз выходил на поле с капитанской повязкой, летом 2015 года Леонель покинул команду. Всего за клуб он провёл 35 матчей и забил три мяча.

## Достижения
«Пасуш де Феррейра»
- Финалист Кубка португальской лиги (1): 2010/11

«Витория Гимарайнш»
- Финалист Суперкубка Португалии (2): 2011, 2013
- Обладатель Кубка Португалии (1): 2012/13

«Шериф»
- Бронзовый призёр чемпионата Молдавии (1): 2014/15
- Обладатель Кубка Молдавии (1): 2014/15